# 1324
سنة 1324 كانت سنة كبيسة تبدأ يوم الأحد (الرابط يظهر نموذج التقويم الكامل للسنة) من التقويم اليولياني.

## مواليد
- ابن خاتمة الأنصاري شاعر أندلسي
- لويس من دوراتسو

## وفيات
- ابن كبر.
- ماركو بولو.
- رابعة بالا خاتون زوجة عثمان الأول